# Södermanland (kraina)
Södermanland (lub Sörmland, j.pol. Sudermania) – prowincja historyczna (landskap) w Szwecji, położona w południowo-wschodniej części Svealand.
Południowa Skandynawia jest centrum różnorodności jaskrów różnolistnych. Szwedzki botanik Erik Julin w serii monografii szczegółowo opisał tę grupę na terenie Sudermanii, dzięki czemu stanowi ona światowy punkt odniesienia. W Sudermanii występuje 249 gatunków (mikrogatunków) jaskrów różnolistnych.